# Kömürlü, Adilcevaz
Kömürlü là một xã thuộc huyện Adilcevaz, tỉnh Bitlis, Thổ Nhĩ Kỳ. Dân số thời điểm năm 2011 là 797 người.